# Samtgemeinde Suderburg
Die Samtgemeinde Suderburg ist eine Samtgemeinde inmitten der Lüneburger Heide im Landkreis Uelzen, Niedersachsen. In ihr haben sich drei Gemeinden mit insgesamt 17 Dörfern zur Erledigung ihrer Verwaltungsgeschäfte zusammengeschlossen. Der Sitz der Verwaltung der Samtgemeinde befindet sich in Suderburg.

## Geografie

### Geografische Lage
Das Gebiet der Samtgemeinde Suderburg liegt im südwestlichen Teil des Landkreises Uelzen im Städtedreieck Hamburg–Hannover–Braunschweig. Tangiert wird das Gebiet von den Bundesstraßen 4, 191 und 71 sowie von der Bahnlinie Hannover–Hamburg.
Südwestlich von Gerdau befindet sich das knapp 398 Hektar große Naturschutzgebiet Mönchsbruch und südwestlich von Eimke das 440 Hektar große Naturschutzgebiet Kiehnmoor. Als Landschaftsschutzgebiete wurden das Hardautal zwischen Holdenstedt und Holxen (242 Hektar), Unteres Gerdautal (634,30 Hektar), Oberes Gerdautal (2239,50 Hektar) sowie Blaue Berge mit Hardautal (6096,80 Hektar) ausgewiesen.
Die westlichen Grenzen der Samtgemeinde münden in den Lüßwald. Dieser ist ein ca. 7500 Hektar großer Mischwald in der Gemeinde Südheide. Er trägt seinen Namen vom Lüß und ist Teil eines der größten zusammenhängenden Waldgebiete Deutschlands.

### Gewässer

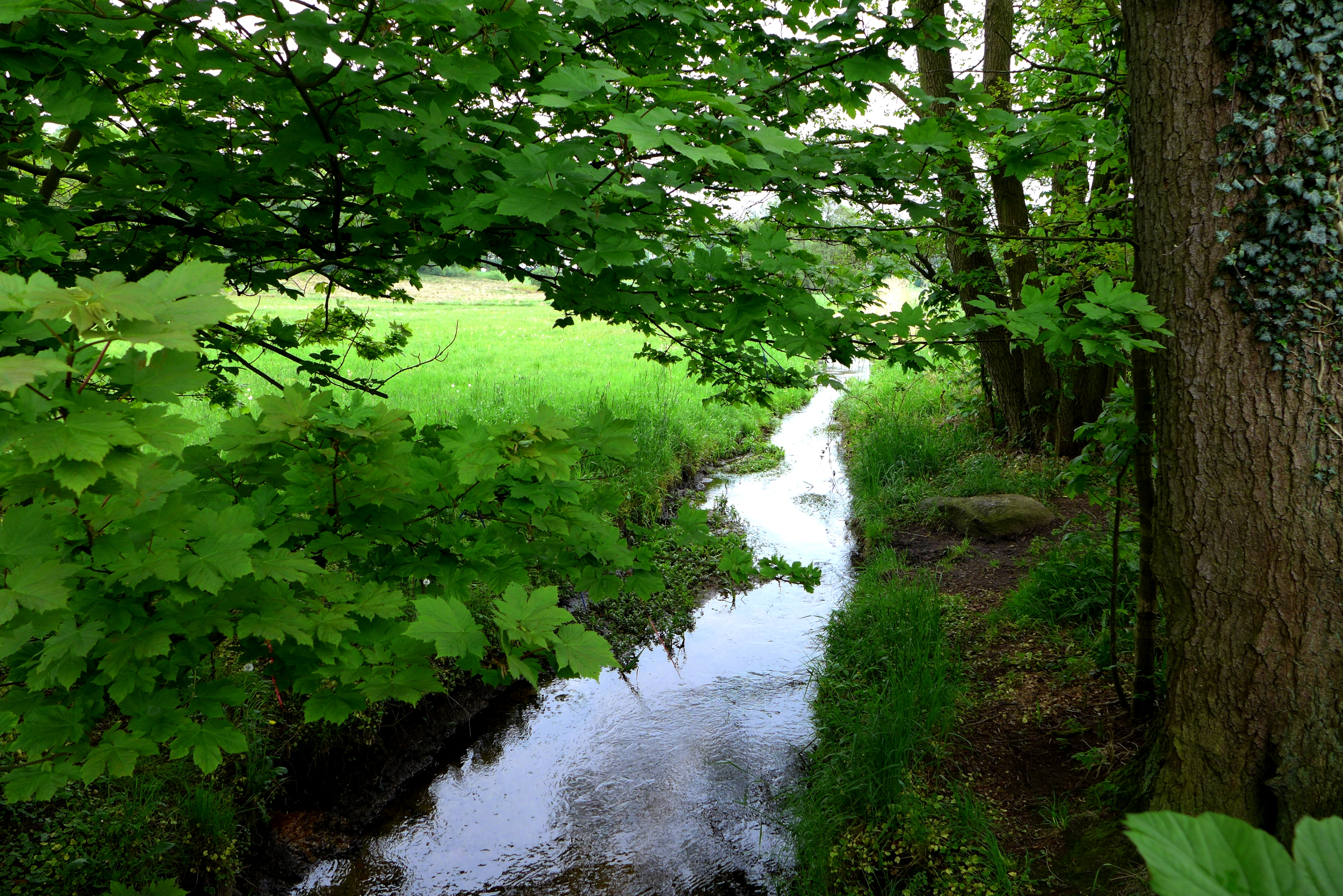
Der Häsebach bei Bargfeld

Die Gerdau und die Hardau durchfließen die Samtgemeinde. Daneben gibt es mehrere kleinere Bäche als Zuläufe. Die Bachläufe sind weitgehend naturnah. Der in die Gerdau mündende Häsebach wird überwiegend von Dauergrünland begleitet. Die Niederung des Kolkbachs wird von großflächigen Auen- und Bruchwäldern geprägt. Dazwischen sind Gründland und vereinzelt Äcker zu finden. An den Rändern der Niederung und den Talkanten finden sich Übergänge zu Laubmischwäldern. Weiterhin sind Röhrichte, Rieder, Hochstaudenfluren und Sümpfe zu finden.
Der bei Holxen in die Hardau mündende Stahlbach wird aus der in Bahnsen entspringenden Böddenstedter Aue und dem im westlich von Böddenstedt gelegenen Moor entspringenden Wehrbach gespeist. Er wird in seinem Verlauf von Fischteichen und eher flacheren Wiesen- und Weidengebieten begleitet.
Im vor allem durch landwirtschaftliche Nutzflächen gekennzeichneten Norden des Ortes Räber fließt der Olmsbach, durch Räber selbst die Räber Spring; beide münden ebenfalls südlich in die Hardau.

### Nachbargemeinden
| Wriedel 18 km | Schwienau 11 km                             | Uelzen 11 km      |
| Munster 26 km | Kompassrose, die auf Nachbargemeinden zeigt | Wrestedt 9 km     |
| Faßberg 18 km | Südheide 11 km                              | Sprakensehl 15 km |

## Geschichte

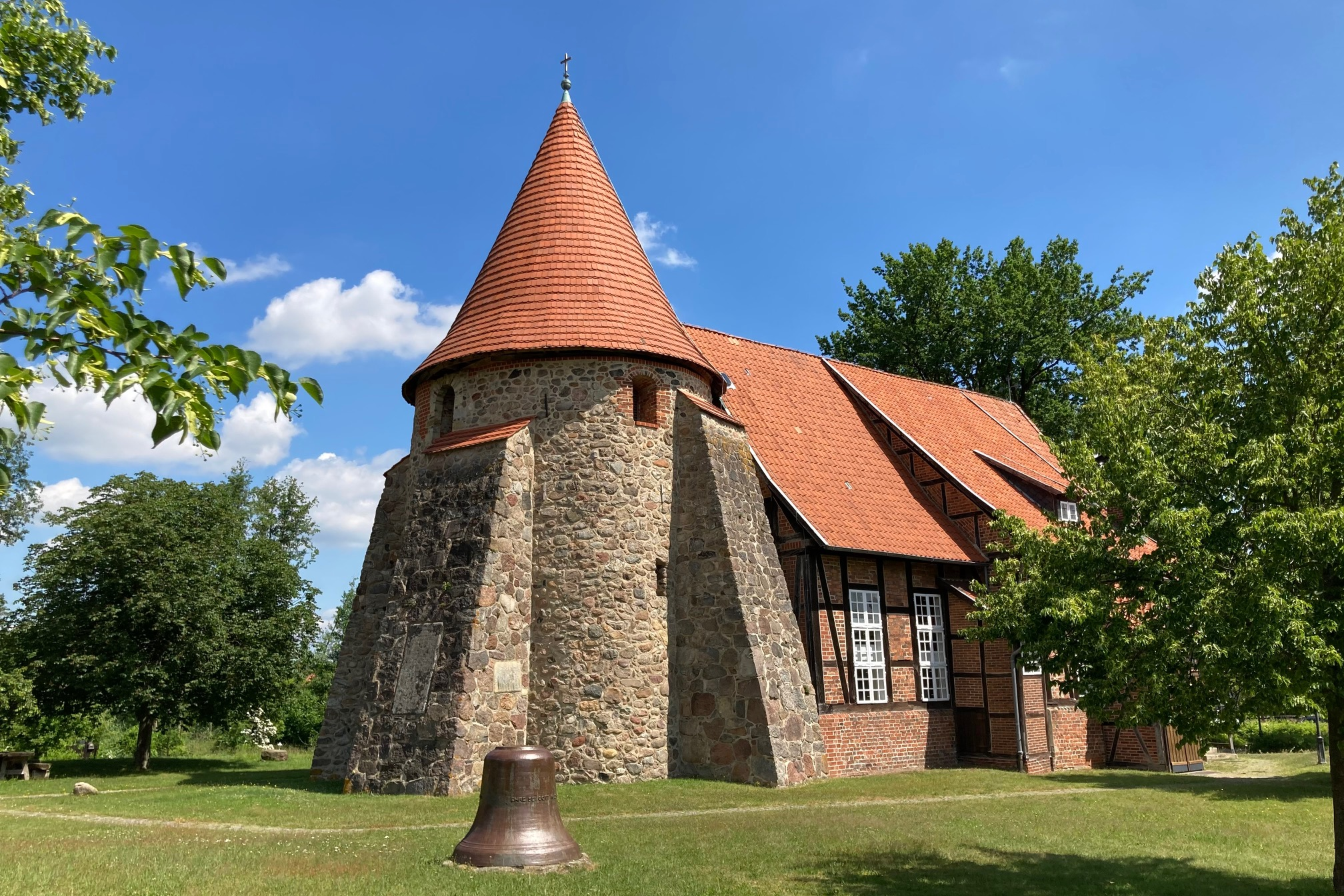
St.-Remigius zu Suderburg mit über 1000 Jahre altem Glockenturm aus Feldsteinen

Die Samtgemeinde Suderburg mit ihren drei Gliedgemeinden Eimke, Gerdau und Suderburg wurde im Rahmen der niedersächsischen Gemeindereform 1972 gegründet. Das Gebiet umfasst insgesamt 17 Dörfer, deren Geschichte sich bisweilen über eintausend Jahre zurückverfolgen lässt.
Der heutige Kirchturm von St.-Remigius in Suderburg ist dabei der erhaltene Rest der namensgebenden Burg, die bereits im Jahre 1004 urkundlich bezeugt ist, früher zum Schutz gegen die Slawen im Osten genutzt worden ist und wohl bis zum 13. Jahrhundert aktiv war. Nach Aufgabe der Burg begann die Nutzung des Burgturms als Kirchturm. Später wurde ein frei stehender Holzturm in das Bauwerk gestellt, um das Feldsteinmauerwerk vor Schäden durch die Schwingungen der Glocke zu schützen. Ein hölzerner Glockenturm steht auch in Eimke, dort jedoch ohne Steinhülle. Der Suderburger Turm wurde dendrochronologisch auf 1370 datiert und ist somit der älteste seiner Art. Eine in Lüneburg gegossene Bronzeglocke trägt die Inschrift „Dorch dat für bin ick geflaten Pawel Vos hat mi dorch Gottes Hülpe gegaten Anno 1607“ (Durch das Feuer bin ich geflossen, Paul Voss hat mich durch Gottes Hilfe gegossen).

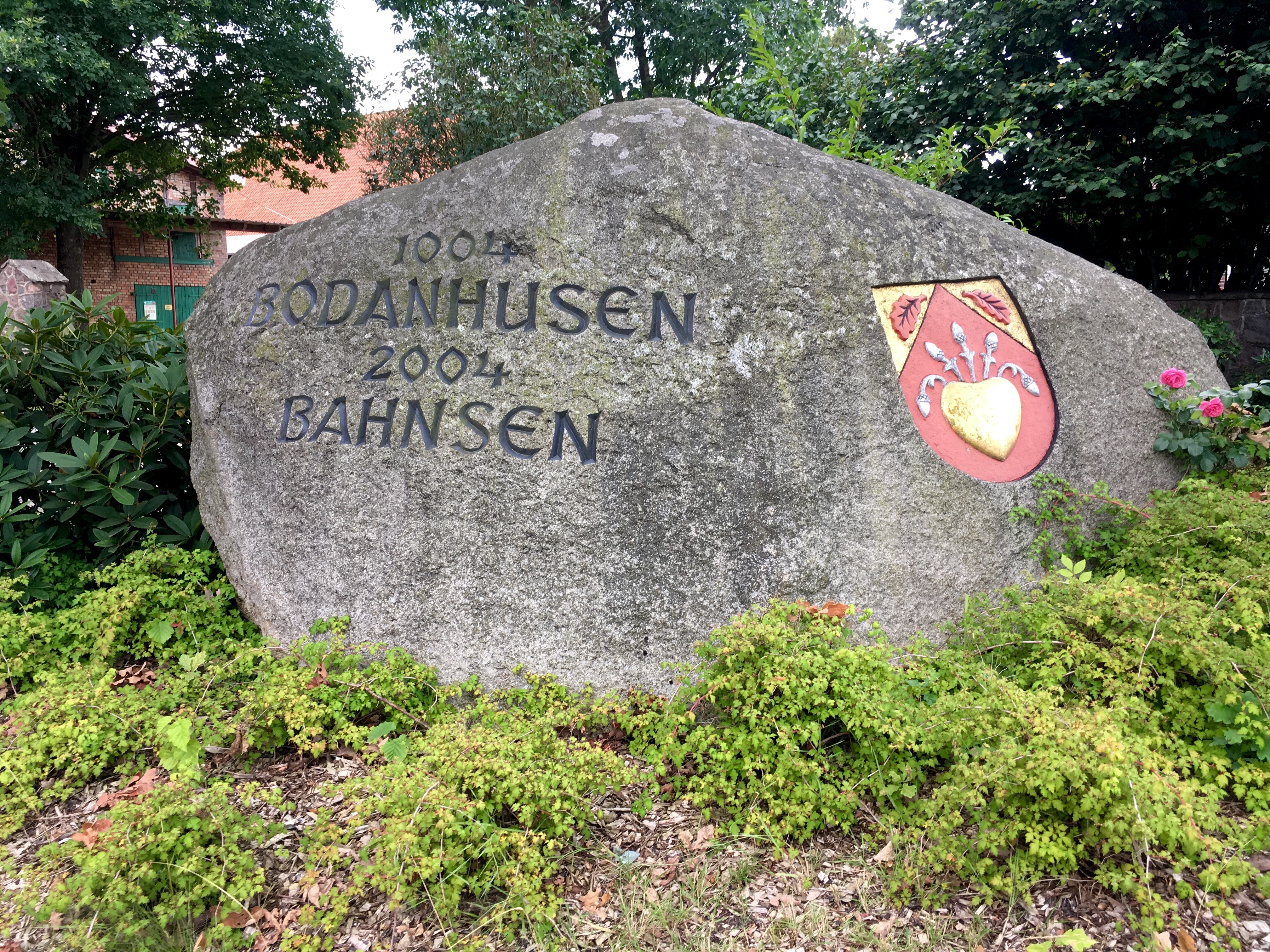
Findling zum tausendjährigen Bestehen des Ortsteils Bahnsen im Jahre 2004

Suderburg und Bahnsen tauchen 1004 im Verzeichnis der Besitzungen auf, mit denen das Kloster Kemnade an der Weser bei seiner Gründung ausgestattet wurde. Daneben wird auch Gerdau bereits im Jahre 1004 erwähnt, als Herzog Bernhard von Sachsen die curtis gerdauge an das Michaeliskloster in Lüneburg abtrat. Die erste urkundliche Nennung des Ortes Eimke stammt wiederum aus dem Jahre 1148. Auf dem Gebiet der Samtgemeinde liegen aber Zeugnisse aus der Stein- und Bronzezeit vor, wie z. B. Funde von Feuersteingeräten, Äxte aus Felsgestein und Dutzenden Hügelgräbern, die eine weitaus frühere Besiedlung der Gegend belegen.
Als 1550 die Pest in der Hansestadt Uelzen grassierte und ein Viertel der Stadtbevölkerung verstarb, legte Heinrich von Meltzing, damaliger Hauptmann von Bodenteich, in den pestfreien Dörfern Böddenstedt und Suderburg amtliche Waagen an (eigentlich ein Stadtprivilegium). Da beide Orte an der wichtigen Heerstraße von Hamburg nach Braunschweig (Hessenkarrenweg) lagen, konzentrierte sich der regionale Handel fast zwanzig Jahre lang in diesen beiden Orten. Erst im Jahre 1569 wurde dem Treiben auf Bitten der mittlerweile pestfreien Stadt Uelzen durch die Herzöge Heinrich und Wilhelm von Braunschweig-Lüneburg ein Ende bereitet.
Am Rande des südlich von Suderburg gelegenen Ortes Hösseringen befindet sich der Landtagsplatz, der in der Frühen Neuzeit von 1532 bis 1652 Versammlungsstätte des Landtags des Fürstentums Lüneburg war.

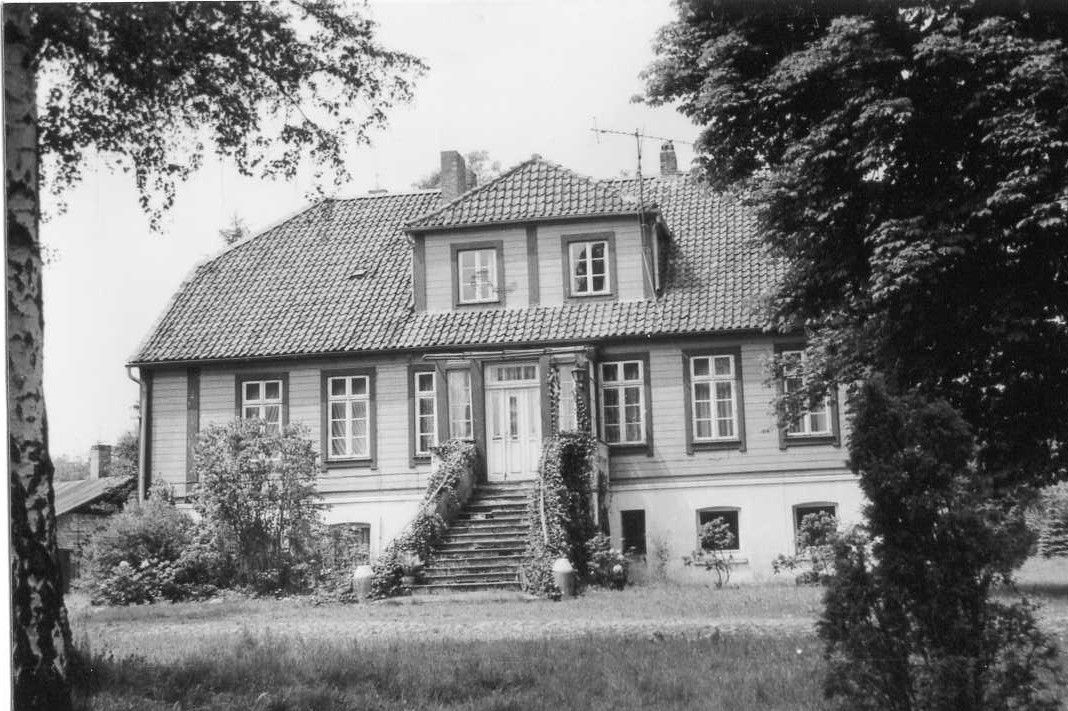
Das Rittergut Eimke (Gutshaus von 1800) war seit dem 16. Jahrhundert im Besitz derer von Weyhe

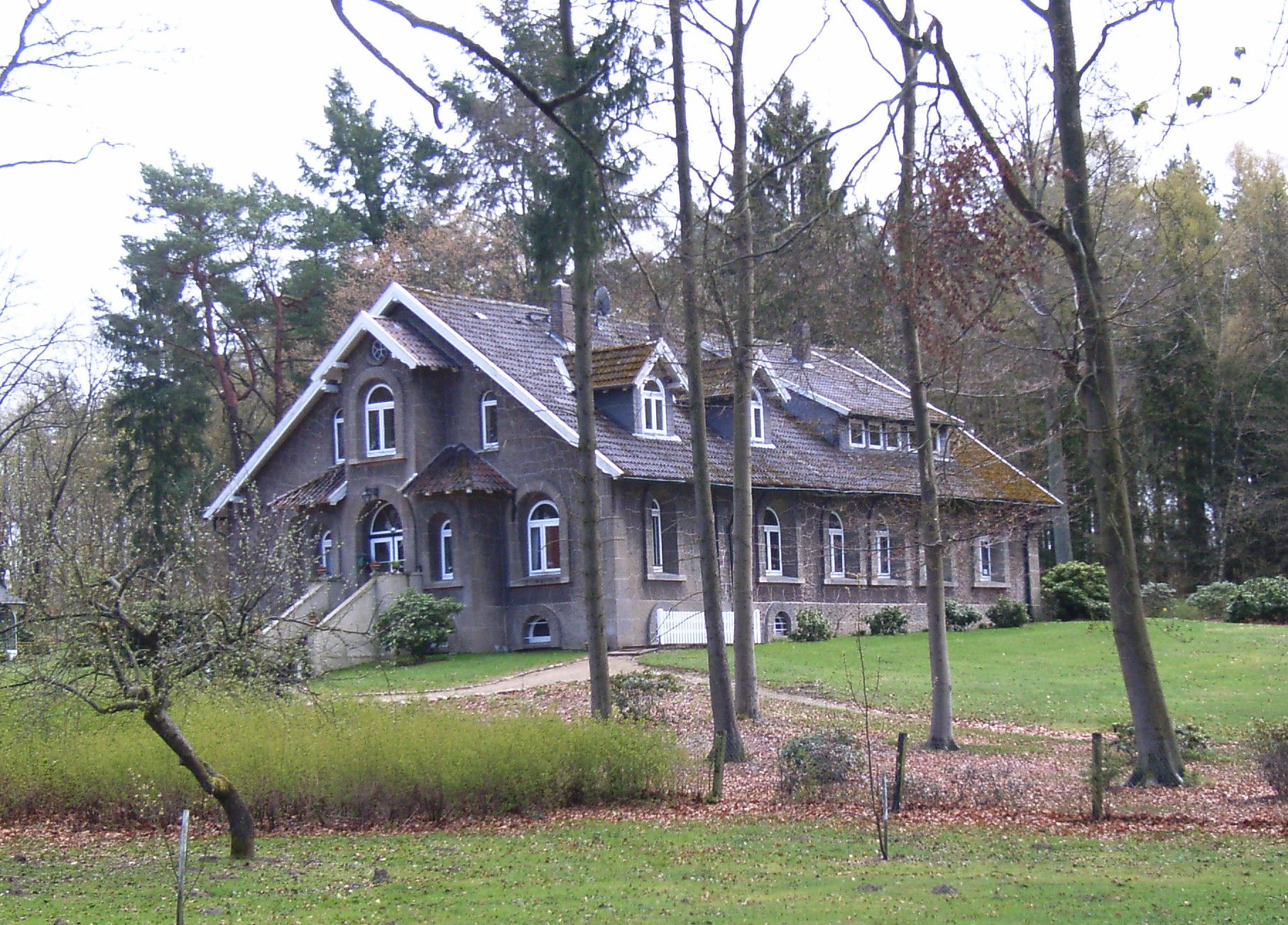
Das Herrenhaus Tannrähmhaus in Suderburg (von 1891)

Die wenige Kilometer nordwestlich von Suderburg gelegene Burg des Gutes Bahnsen wurde im Jahre 1636 während des Dreißigjährigen Krieges von schwedischen Truppen verwüstet. Zu den Besitzern des Gutes zählten u. a. die von Jettebrock, von Ompteda, von Spörcken, von Bobart und von Hammerstein. Die Linien der einzigen beiden aus dem Raum Suderburg stammenden Adelsgeschlechter derer von Böddenstedt und von Hösseringen sind zwischen dem 15. und 17. Jahrhundert erloschen. In Suderburg bestand ein Allodialgut, das u. a. denen von Dahlen (1587–1623), von der Wense, von Plato (1775–1817) und von Stralenheim (1817–1935) gehörte. In Eimke existiert heute noch das ehemalige Gutshaus der Familie von Weyhe sowie in Suderburg das Tannrähmhaus, welches 1891 vom Rittmeister a. D. William Schmidt aus Coswig erbaut wurde.
Nachdem die Bahnstrecke Lehrte–Uelzen-Harburg im Jahre 1847 in Betrieb genommen worden war, erhielt Suderburg 1850 einen vom hannoverschen Architekten Hubert Stier geplanten Bahnhof, der bereits 1859 erweitert wurde.

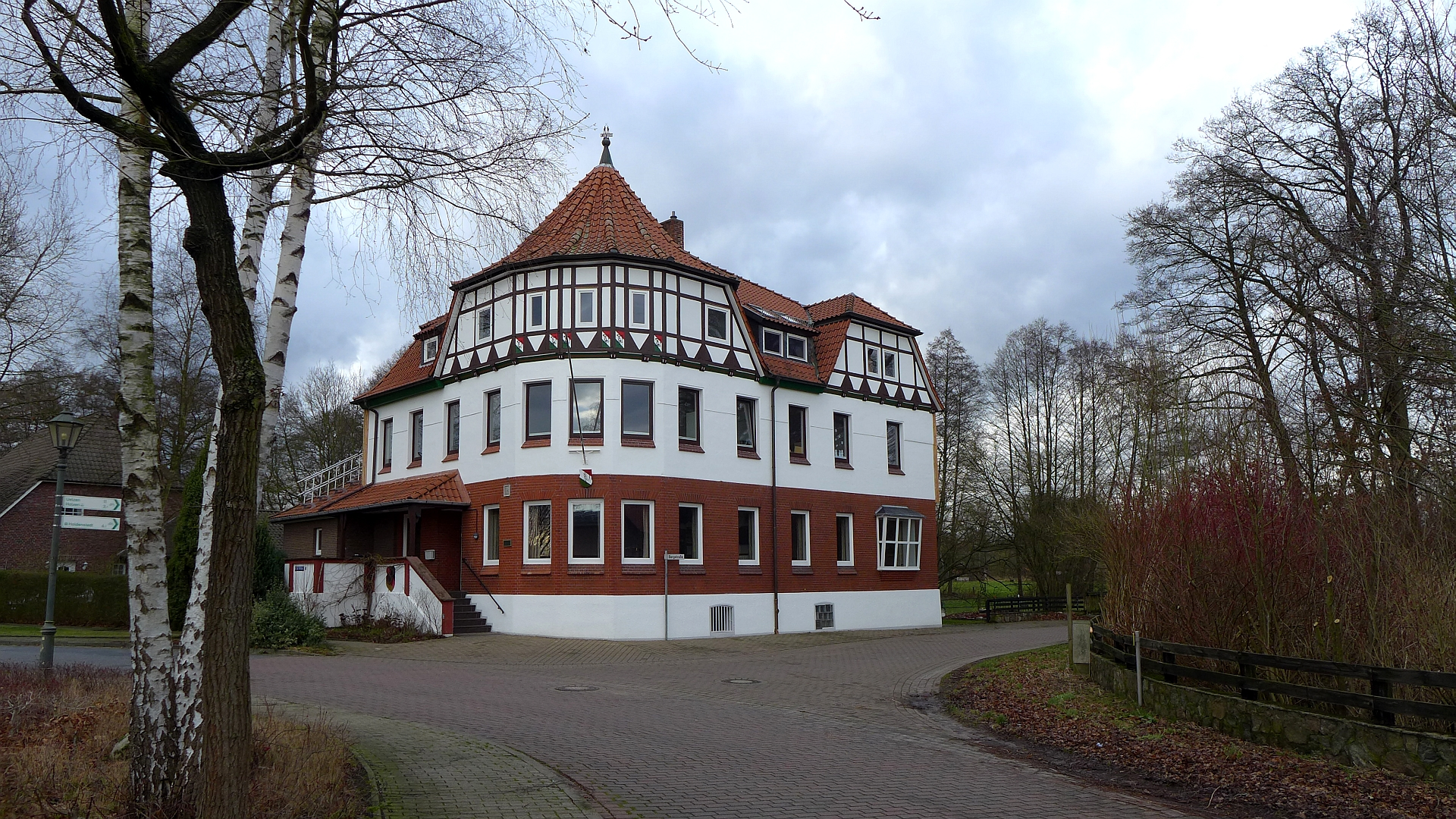
Korporationshaus Erica an der Burgstraße in Suderburg

1853 wurde die Wiesenbauschule Suderburg gegründet. Sie war eine der ältesten landwirtschaftlichen Bildungseinrichtungen in Norddeutschland. Durch die Entwicklung des „Suderburger Rückenbaus“, eines damals neuartigen Bewässerungssystems, wurde sie auch überregional bekannt. Die Schule wurde später zur staatlichen Ingenieurschule aufgewertet und ging 1971 in der Fachhochschule Nordostniedersachsen auf. Seit 2009 gehört der Standort Suderburg, der bis heute einen Schwerpunkt im Wasserbau hat, zur Ostfalia Hochschule für angewandte Wissenschaften.

## Samtgemeindegliederung

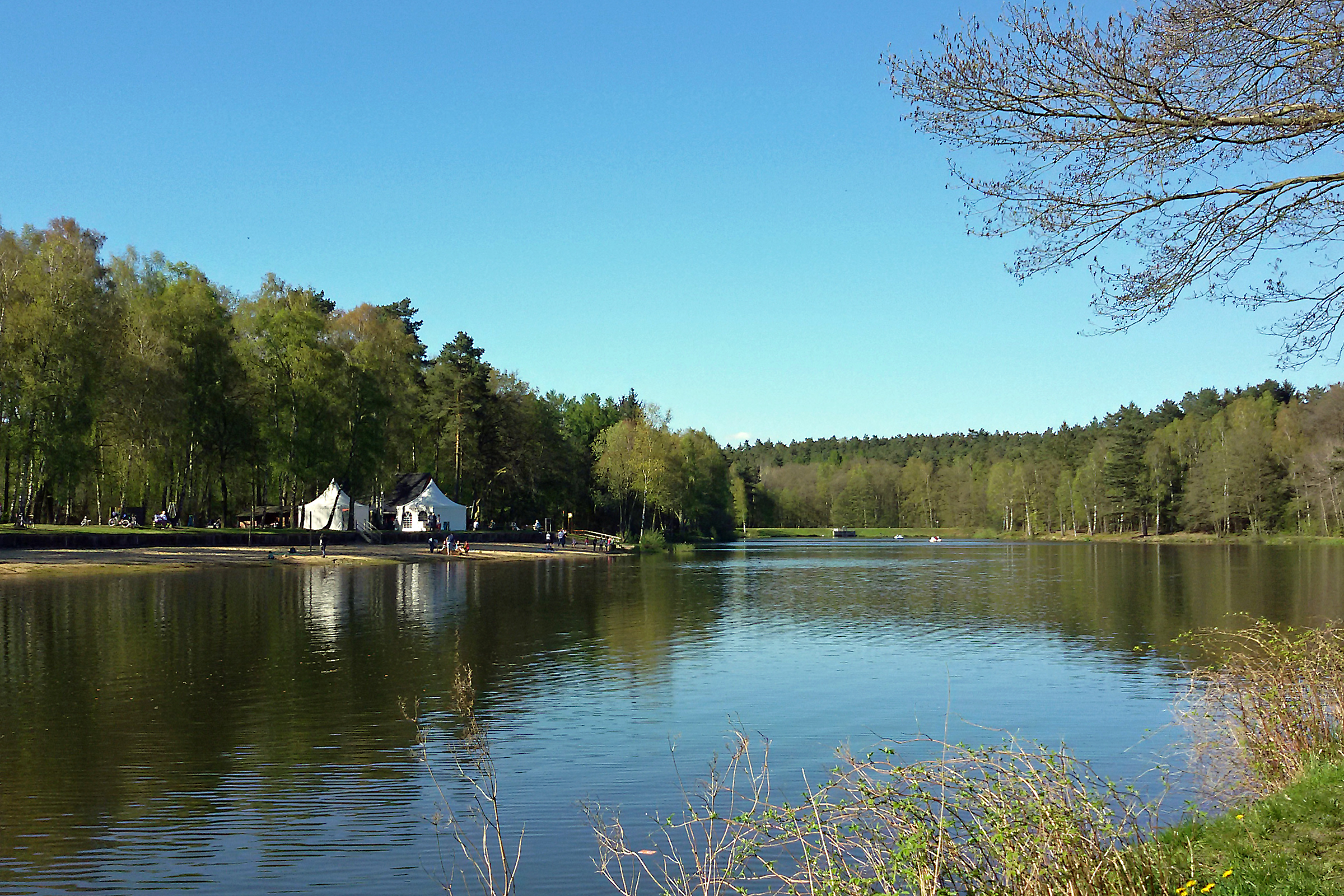
Hardausee im Ortsteil Hösseringen

Die Samtgemeinde Suderburg besteht aus drei Gemeinden (insgesamt 17 Dörfer):
| - Eimke mit den Ortsteilen - Dreilingen - Ellerndorf - Wichtenbeck | - Gerdau mit den Ortsteilen - Bargfeld - Barnsen - Bohlsen - Groß Süstedt - Holthusen II | - Suderburg mit den Ortsteilen - Bahnsen - Böddenstedt - Hamerstorf - Hösseringen - Holxen - Räber |

## Politik

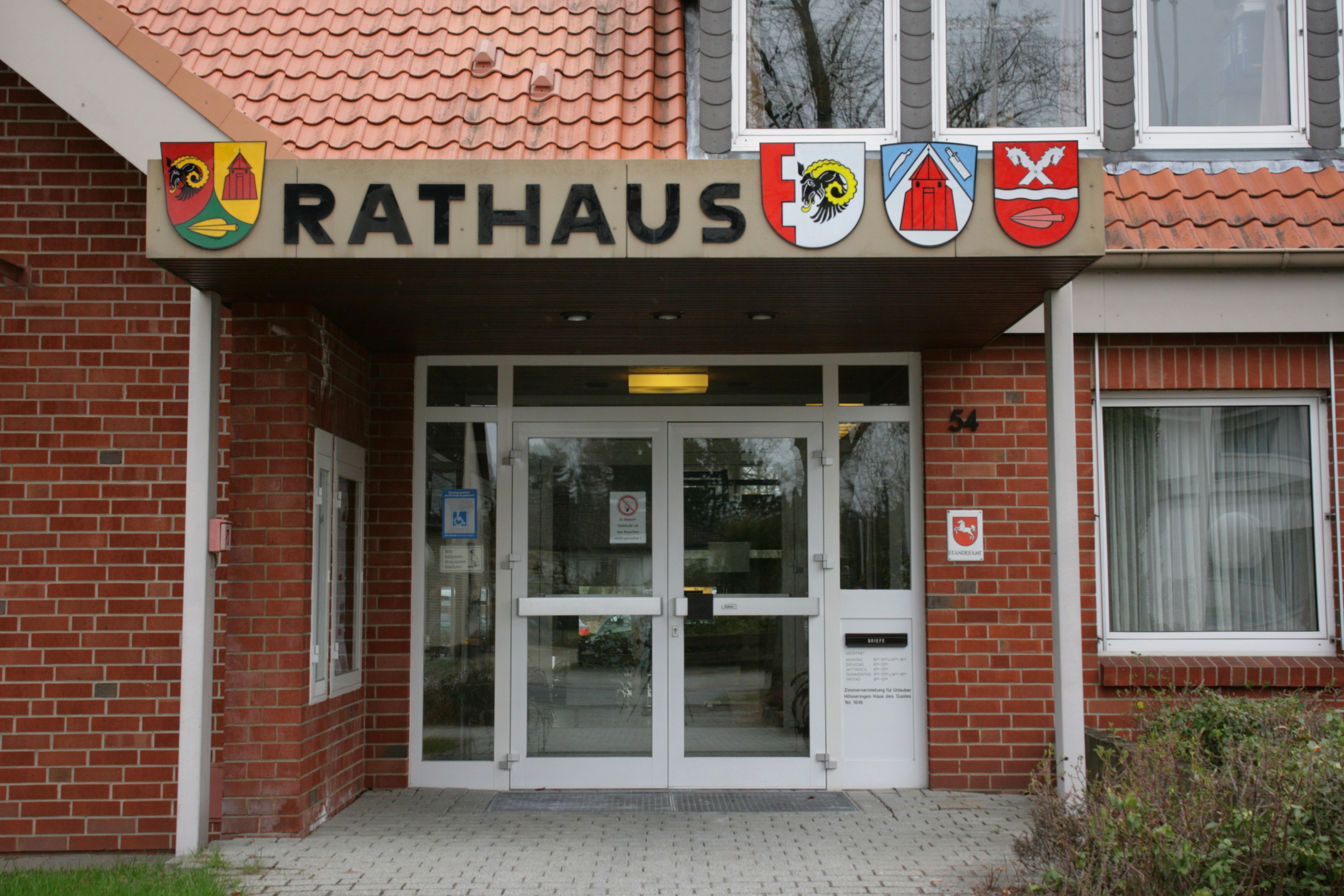
Rathaus in Suderburg

### Samtgemeinderat
Der Samtgemeinderat Suderburg besteht aus 18 Ratsfrauen und Ratsherren. Dies ist die festgelegte Anzahl für eine Gemeinde mit einer Einwohnerzahl zwischen 6.001 und 7.000 Einwohnern. Die 18 Ratsmitglieder werden durch eine Kommunalwahl für jeweils fünf Jahre gewählt. Die aktuelle Amtszeit begann am 1. November 2021 und endet am 31. Oktober 2026.
Stimmberechtigt im Rat der Samtgemeinde ist außerdem der hauptamtliche Samtgemeindebürgermeister Wolf-Dietrich Marwede (parteilos).
Die letzte Kommunalwahl am 12. September 2021 ergab das folgende Ergebnis:
- CDU: 34,7 % – 6 Sitze
- WSL: 17,7 % – 3 Sitze
- SPD: 15,1 % – 3 Sitze
- Grüne: 12,1 % – 2 Sitze
- WfE (Wählergruppe Wir für Eimke e. V.): 7,2 % – 1 Sitz
- FWS (Freie Wählergemeinschaft Suderburg): 3,8 % – 1 Sitz
- FWG (Freie Wählergemeinschaft Gerdau): 3,7 % – 1 Sitz
- Wählergruppe Wir für Suderburg: 3,1 % – 1 Sitz

### Samtgemeindebürgermeister
Hauptamtlicher Samtgemeindebürgermeister der Samtgemeinde Suderburg ist der Bauingenieur Wolf-Dietrich Marwede (parteilos). Bei der letzten Bürgermeisterwahl am 12. September 2021 erhielt er 35,7 % der Stimmen und musste sich einer Stichwahl stellen, die er schließlich mit 67,3 % gegen einen CDU-Bewerber gewann. Die Wahlbeteiligung lag bei 67,7 % und bei der Stichwahl bei 76,1 %.

### Wappen
Das Wappen der Samtgemeinde Suderburg setzt sich aus den Wappen der drei Mitgliedsgemeinden Eimke, Gerdau und Suderburg zusammen. Es besteht aus einem Schild mit eingebogener Spitze, auslaufend in einer Spaltung. Im oberen linken goldenen Feld ein roter Wehrturm, im oberen rechten Feld ein goldbewehrter schwarzer Heidschnucken-Widderkopf, im unteren grünen Feld eine rechtsgerichtete goldene Lanzenspitze.

## Religion
Zur Ausübung des Glaubens sind mehrere Kirchengemeinden zuständig:
- Ev.-luth. Kirchengemeinde St. Marien zu Eimke.
- Ev.-luth. Kirchengemeinde St. Michaelis zu Gerdau.
- Ev.-luth. Kirchengemeinde St. Remigius zu Suderburg.

Die um 1960 gegründete Pfarrvikarie Holxen mit der katholische Kapelle „Maria Rast“ gehörte zur Pfarrei Uelzen und wurde am 1. Juli 1997 wieder aufgelöst. Seit 2006 ist die Kapelle für den Pfarrdienst offiziell geschlossen und dient nun als Seminar- und Meditationsraum. Maria Rast wird heute für verschiedene Jugendveranstaltungen genutzt sowie für die alljährliche Bauernrechnung.

## Kultur und Sehenswürdigkeiten

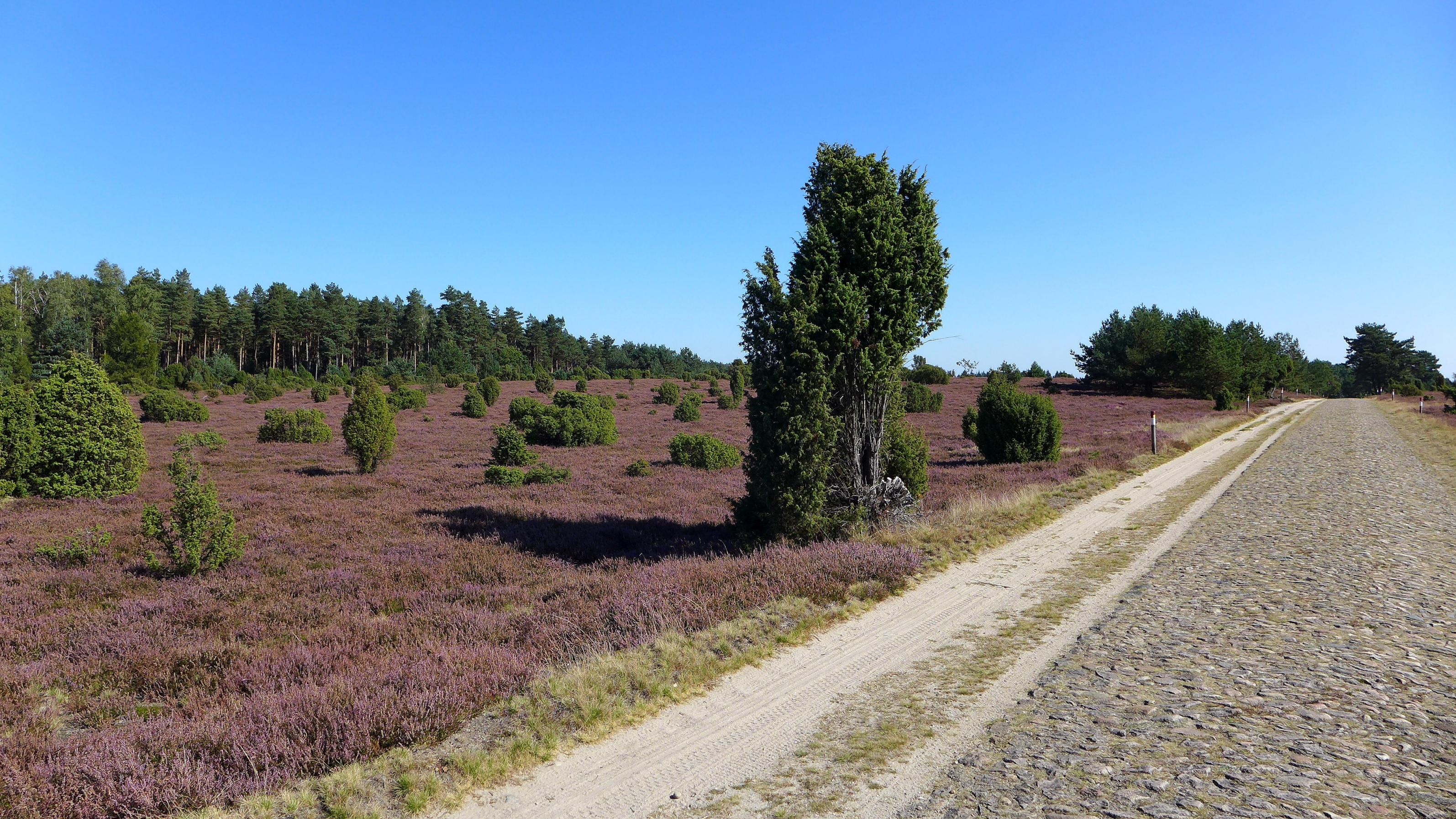
Die Ellerndorfer Wacholderheide

### Museen
Überregional bekannt ist das Museumsdorf Hösseringen. Auf einem Gelände von etwa 100.000 m² werden wesentliche Bautypen des niederdeutschen Hallenhauses gezeigt. Das Museumsdorf ist auch Ausgangspunkt des Waldgeschichtspfades Schooten, der durch das gleichnamige Waldgebiet führt und an zehn Stationen den Wandel von Ackerbau und Forstwirtschaft in der Lüneburger Heide beschreibt.

### Theater
In der Kulisse in Eimke finden regelmäßig Konzerte und Theateraufführungen sowie Musicals, Kabaretts oder interaktive Bühnenshows statt.

### Tourismus
Der Tourismusverein Suderburger Land e. V. wirbt mit landschaftlichen und touristischen Attraktionen im Gerdau- und Hardautal. Regelmäßige Veranstaltungen wie der Gerdautaler Bauernmarkt, das Bohlsener Mühlenfest, Erntedank im Museumsdorf Hösseringen oder verschiedene Weihnachtsmärkte ziehen sich durch das Jahr.
- In unmittelbarer Nähe zum Museumsdorf befindet sich der Landtagsplatz, der in der Frühen Neuzeit von 1532 bis 1652 Versammlungsstätte des Landtags des Fürstentums Lüneburg war. Die Lüneburger Ritterschaft stellte hier im Jahr 1902 einen Gedenkstein auf. In den 1930er Jahren wurde der Platz in seine heutige Form umgestaltet. Er besteht seitdem aus zahlreichen Findlingen aus den Orten und mit den Ortsnamen des damaligen Kreises Uelzen.
- Hösseringen ist Ausgangspunkt des 26 Kilometer langen Wassererlebnispfades, der sich bis nach Uelzen erstreckt. Stationen dieses Pfades sind die am Dorfteich gelegene Wassertretanlage und der künstlich angelegte Hardausee, in dessen Nähe sich auch ein Camping- und Grillplatz befindet.
- An der Niedersächsischen Mühlenstraße gelegen, befinden sich in den Orten Bohlsen, Böddenstedt, Hösseringen, Holxen und Suderburg Wassermühlen, die sich jedoch bis auf die Bohlsener Mühle nicht mehr in Betrieb befinden.
- Besondere Sehenswürdigkeit ist auch die Ellerndorfer Wacholderheide.[9] Die höchste Erhebung ist der Tonhopsberg (103 Meter).
- Die Dörfer Böddenstedt und Bohlsen errangen in den Jahren 1991 und 1993 bzw. 2013 und 2016 im Bundeswettbewerb Unser Dorf hat Zukunft jeweils „Gold“. Beide Dörfer können über einen neu angelegten und informativen „Golddörfer Wanderweg“ erkundet werden.[10][11]
- Räber ist Teil der ersten Stoppomat-Strecke Norddeutschlands.[12] Diese führt als 10 km langer Rundkurs von Suderburg über Räber und Hösseringen.
- In Wichtenbeck gibt es ein kleines Naturbad mit angrenzendem großem Spielplatz.

### Bauwerke

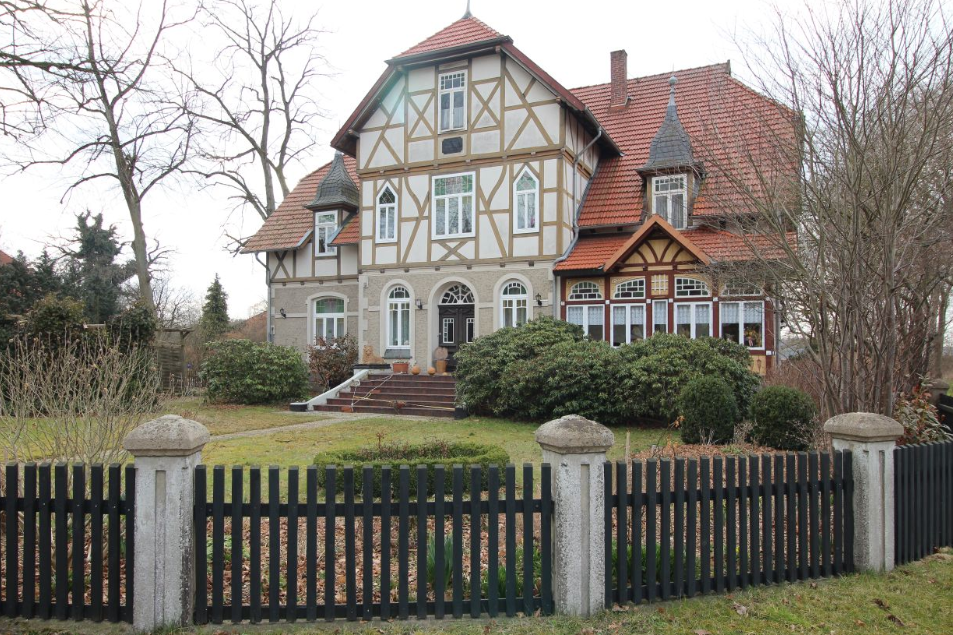
Ortsbildprägendes Bauernhaus (sog. Rübenburg) im Ortsteil Holthusen II

- Die St.-Michaelis-Kirche in Gerdau wurde um 960 erbaut und 1004 erstmals urkundlich erwähnt. Die evangelisch-lutherische Kirche wurde auf den Grundmauern eines ehemaligen gotischen Backsteinbaus errichtet. Sie wurde 1890 renoviert und unter dem bekannten Konsistorialbaumeister Professor Conrad Wilhelm Hase aus Hannover vergrößert. Das Altarhaus mit Sakristei wurde abgerissen und an dieser Stelle ein stattliches Kreuzschiff mit einem neuen Altarraum im neugotischen Stil errichtet.
- Die St.-Remigius-Kirche in Suderburg ist eine kleine Fachwerkkirche aus dem 18. Jahrhundert mit einem Rundturm (Rest einer Schutzburg), der um 1000 n. Chr. aus Feldsteinen errichtet wurde, und einem Kanzel-Altar von 1751.* Das 1850 in Suderburg errichtete Bahnhofsgebäude wurde vom hannoverschen Architekten und späteren Professor Hubert Stier entworfen.
- Die St.-Marien-Kirche wurde aus Feldsteinen errichtet.[13] Im Dreißigjährigen Krieg wurde der Kirchturm aus Holz angebaut. Zur Ausstattung gehört ein Reliquienaltar aus dem beginnenden 14. Jh., ein Schnitzaltar von 1420–30, ein Vesperbild (Pietà) von ca. 1420, eine Prieche von 1677 mit Schnitzereien und eine Orgel von 1870 mit elf Registern aus der Werkstatt Folkert Beckers aus Hannover.
- Die historische Wassermühle von Holxen liegt am Zufluss des Stahlbachs in die Hardau. Sie wurde 1321 erstmals erwähnt. 1950 wurde der Betrieb eingestellt. Die Mühle wurde 1983 renoviert. Sie ist in Privatbesitz und kann nach Absprache besichtigt werden.[14]
- Die Wassermühle Bohlsen an der Gerdau wird bis heute als einzige im Landkreis Uelzen betrieben.
- Die Wassermühle an der Hardau in Suderburg fand 1577 erste Erwähnung und wurde bis 1973 betrieben.
- In Böddenstedt befindet sich der wohl älteste erhaltene Speicher auf dem Gebiet der Samtgemeinde aus dem Jahre 1625.

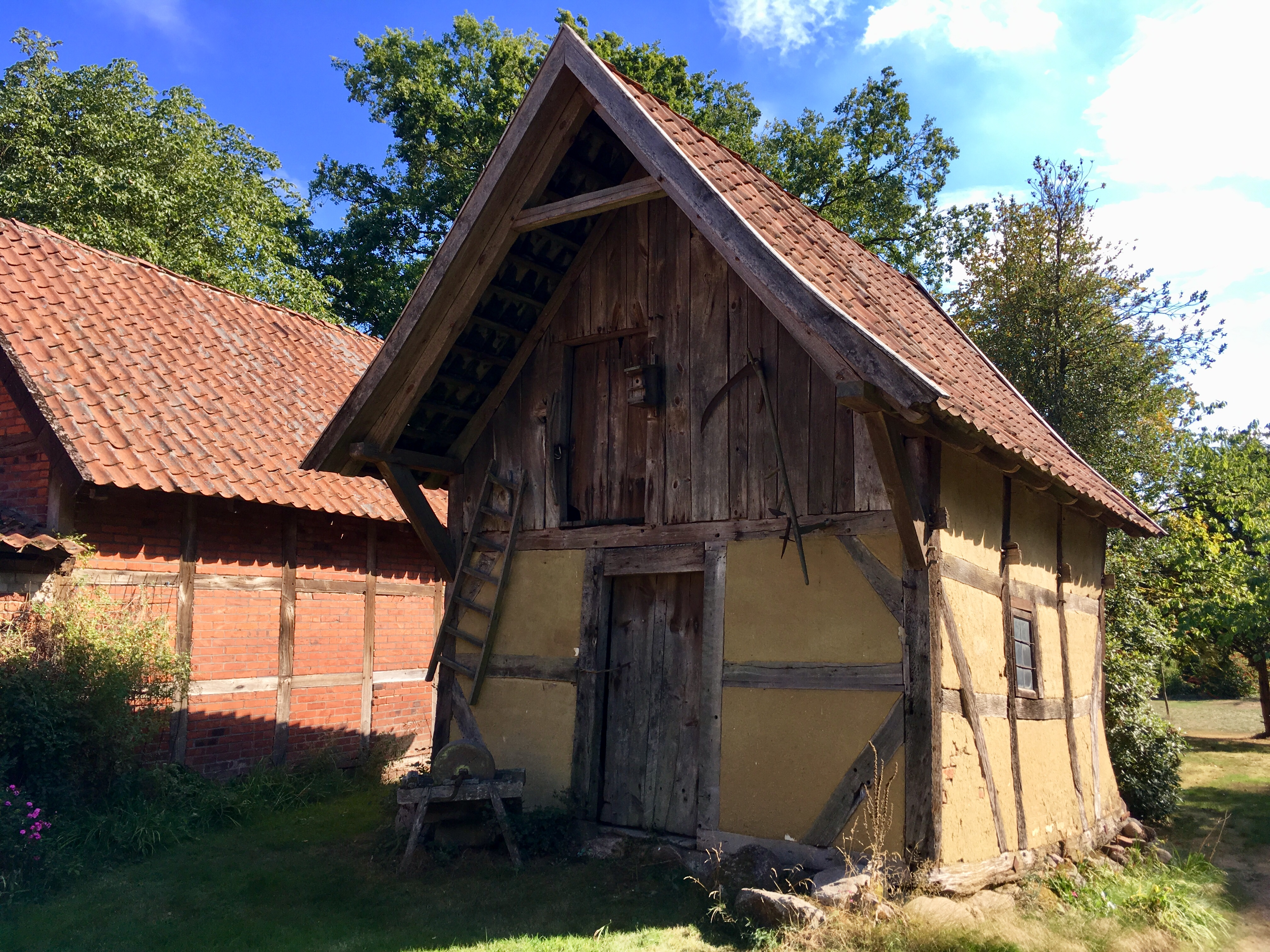
Speicher von 1625 im Ortsteil Böddenstedt
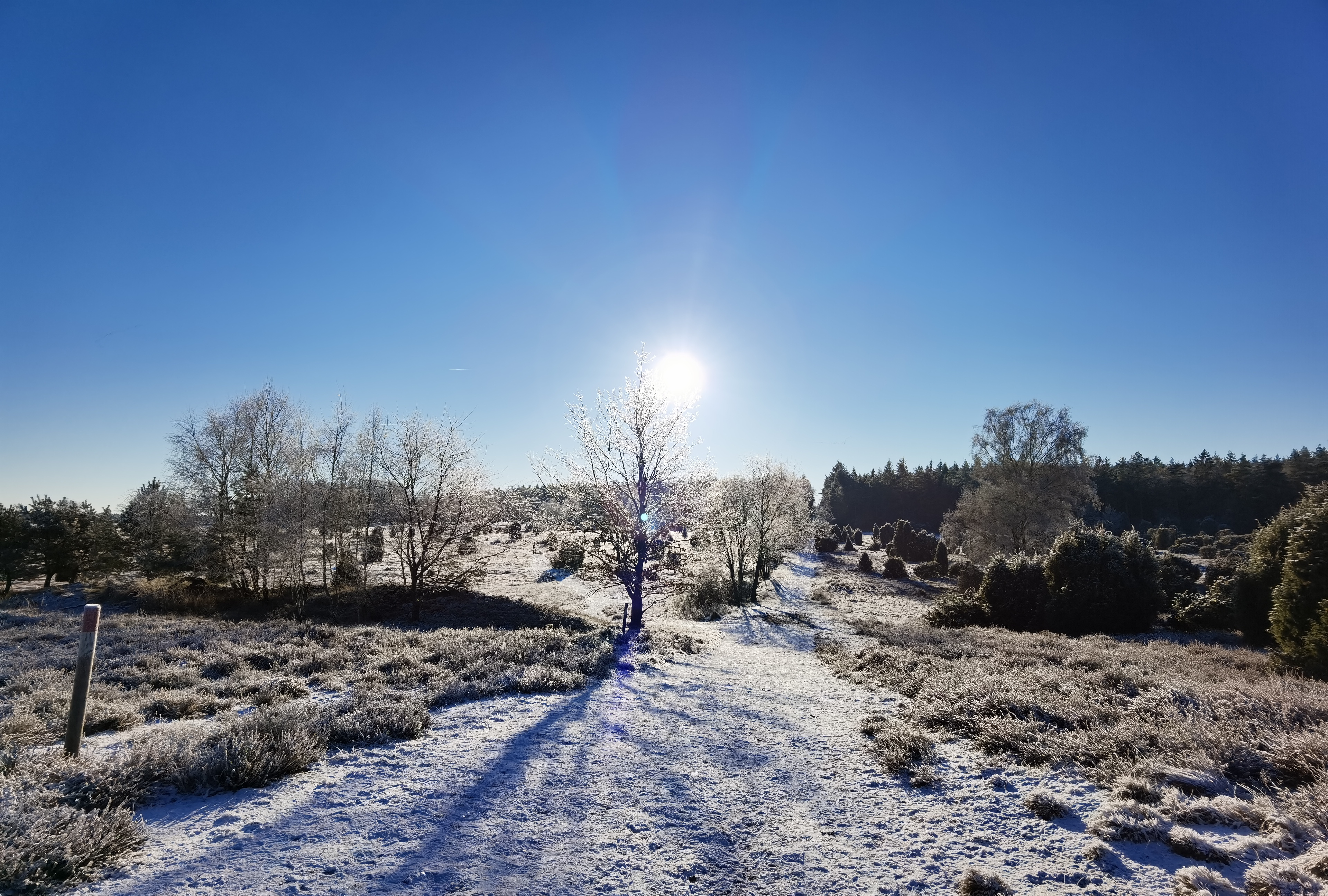
Ellerndorfer Wacholderheide im Winter
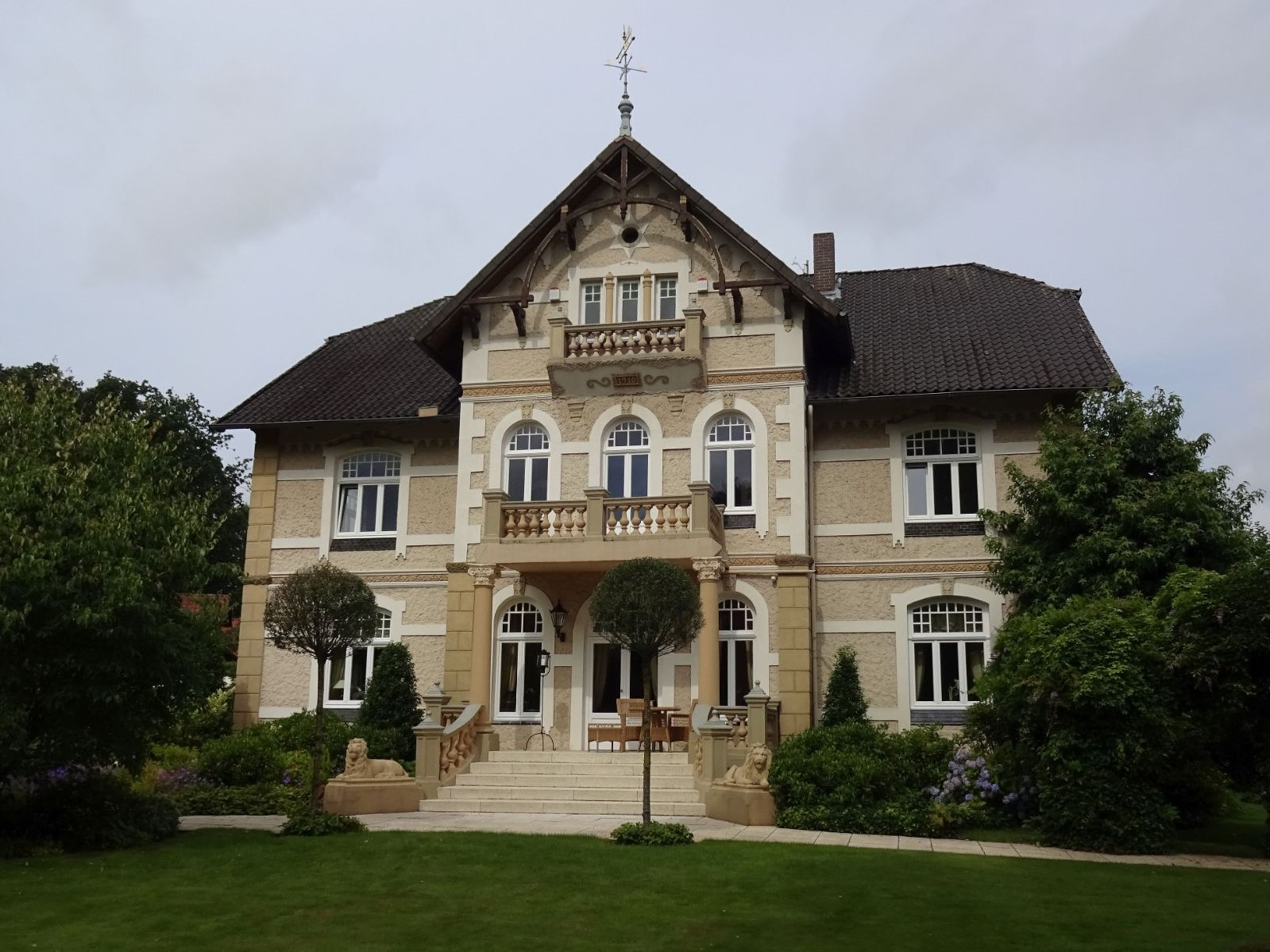
Villenartiges Bauernhaus im Ortsteil Hamerstorf
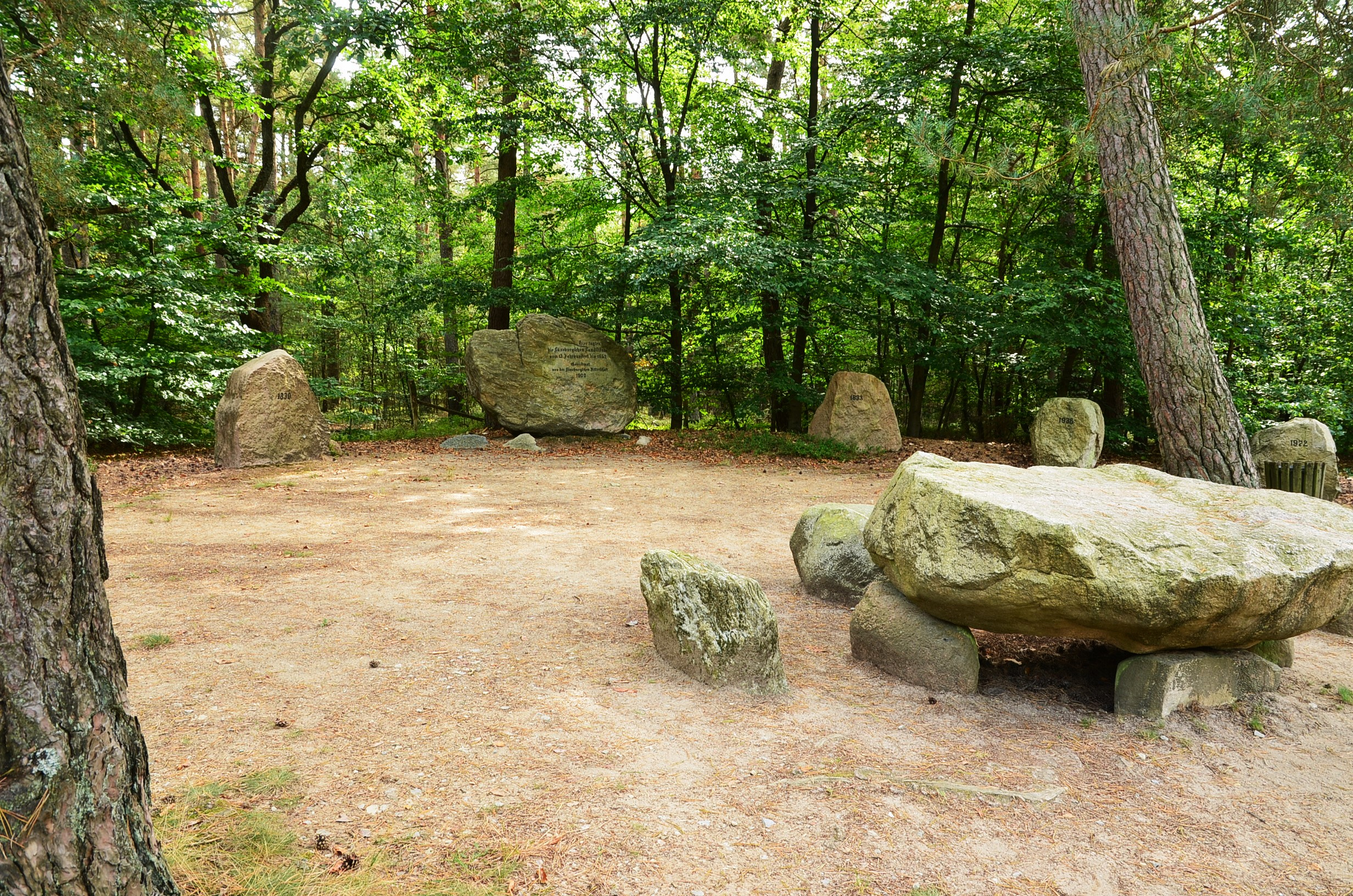
Landtagsplatz zu Hösseringen
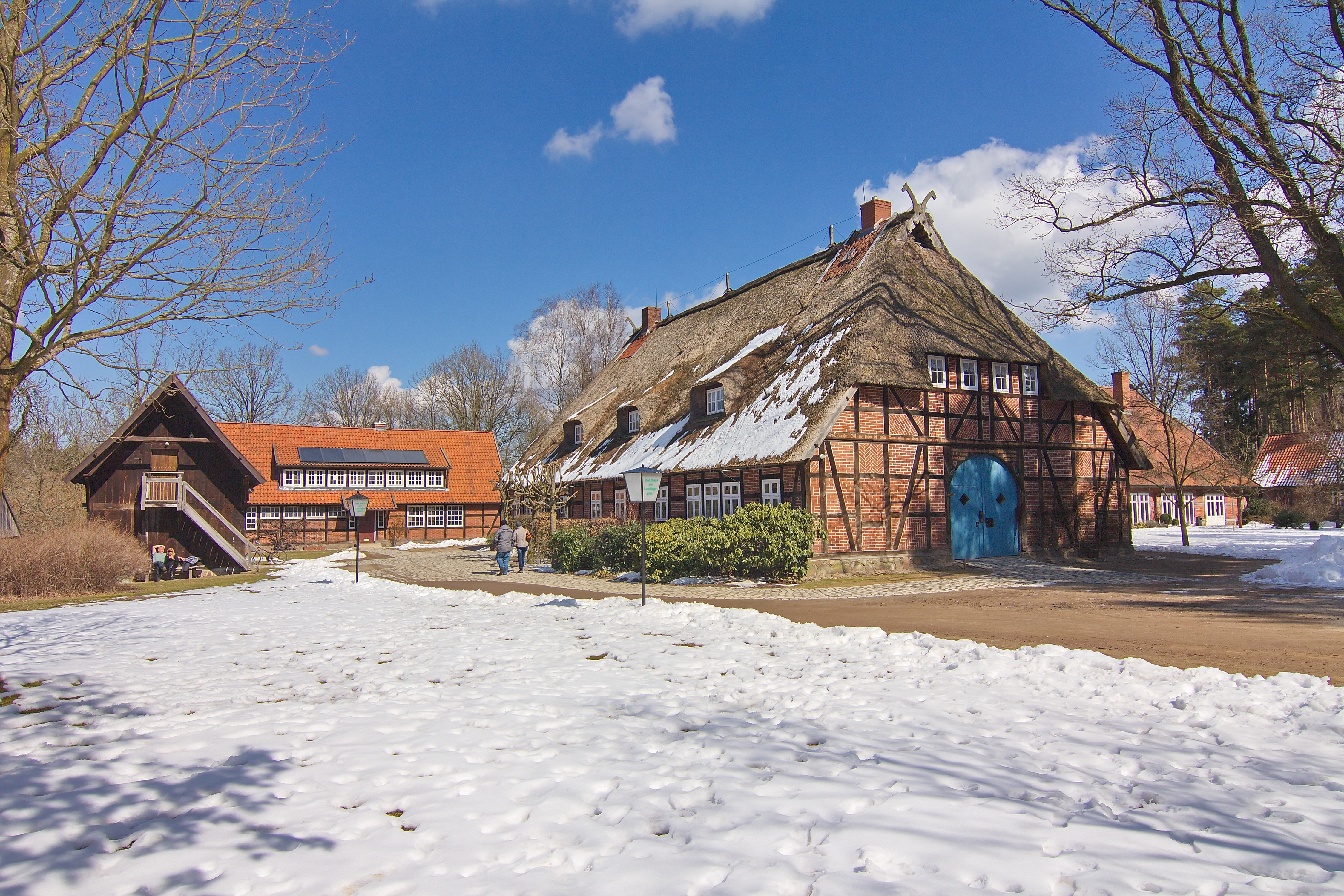
Ehemalige Gaststätte Haus am Landtagsplatz in Hösseringen
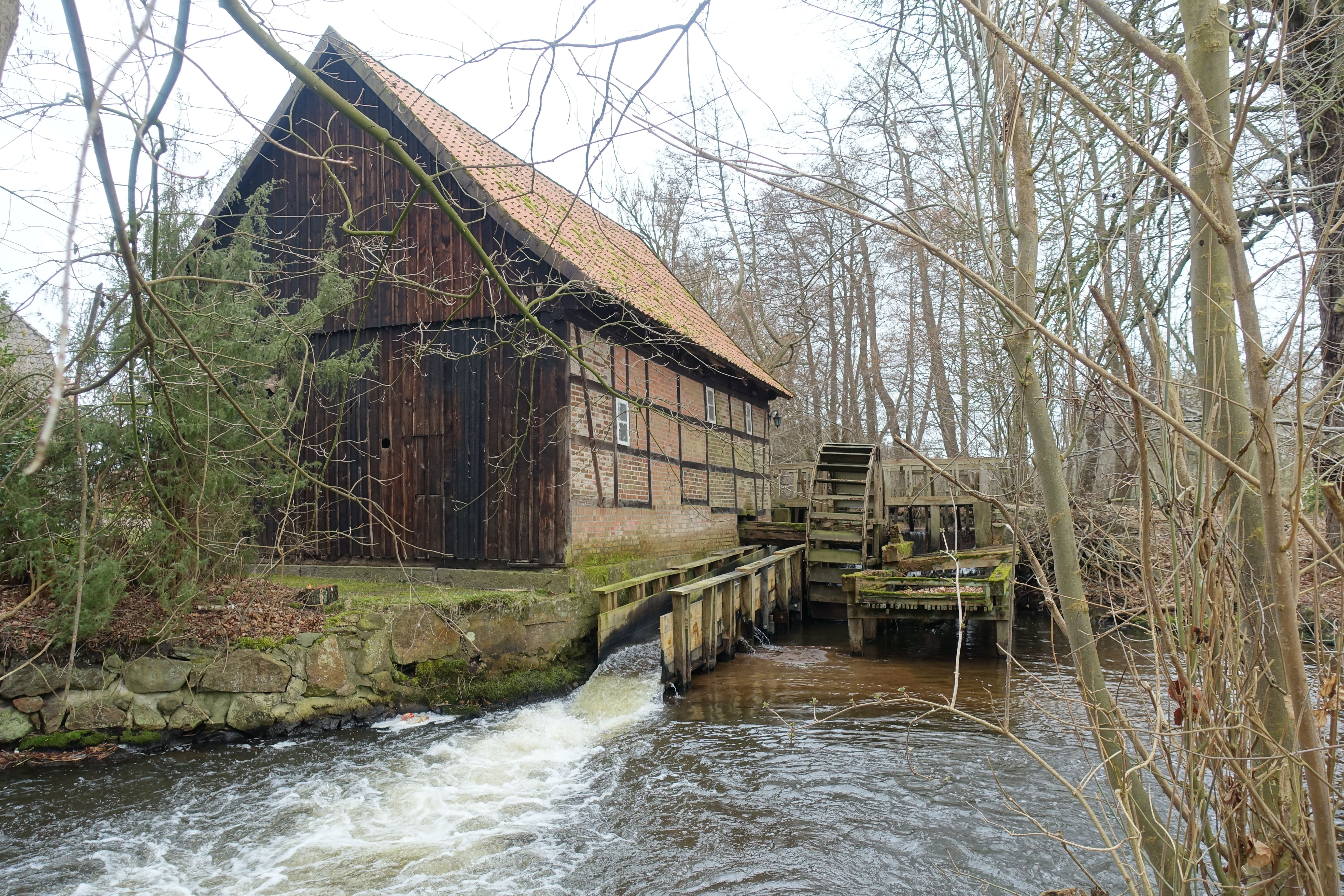
Wassermühle im Ortsteil Holxen
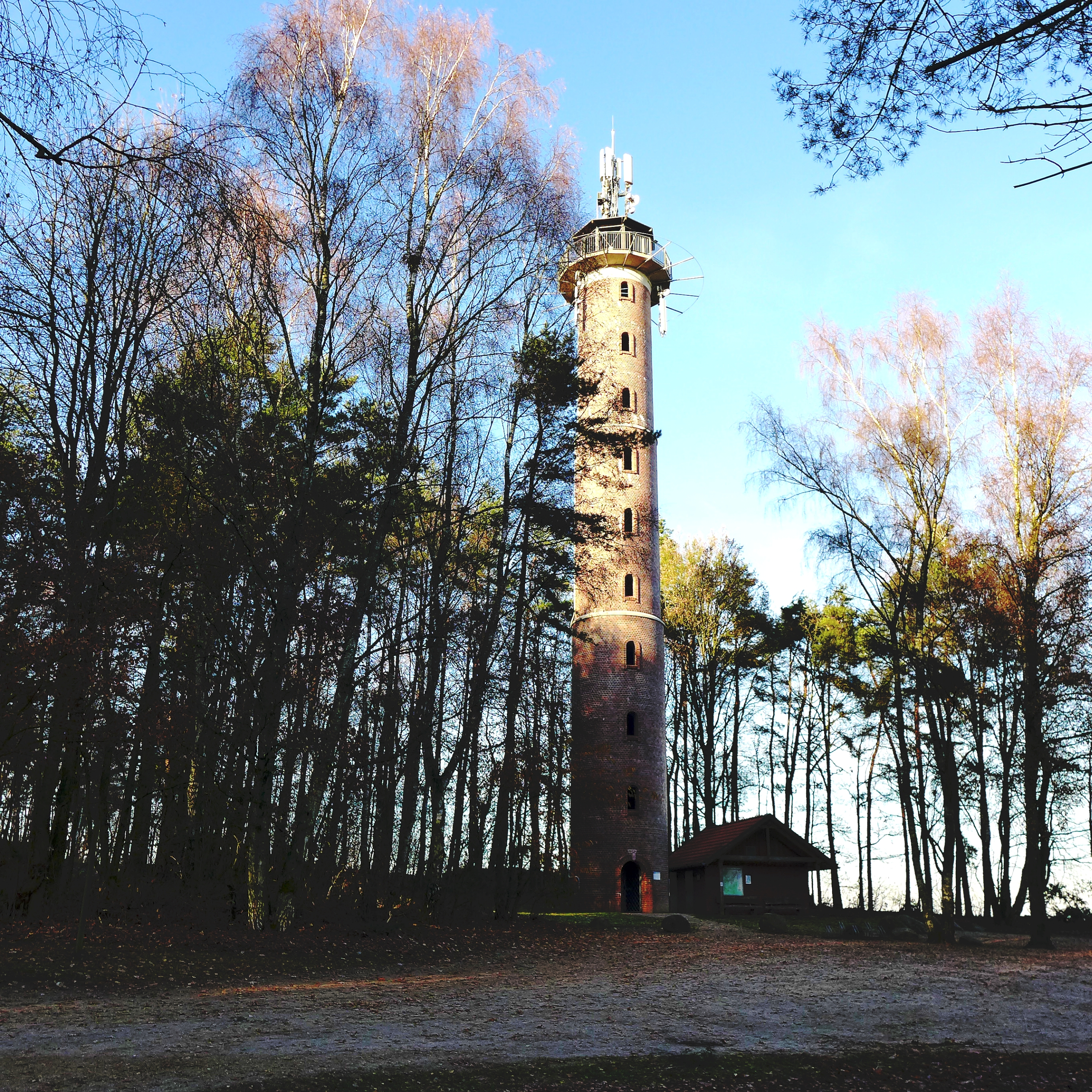
Aussichtsturm zwischen den Ortsteilen Räber und Hösseringen
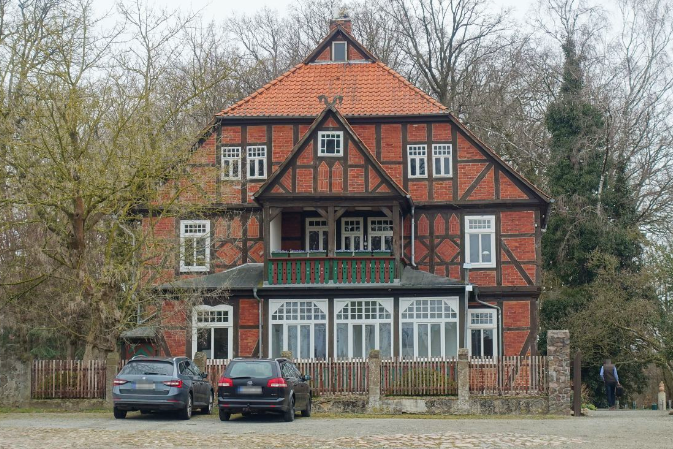
Um 1650 errichtetes Fachwerkhaus (zeitweise Residenz der Suderburger Vögte)
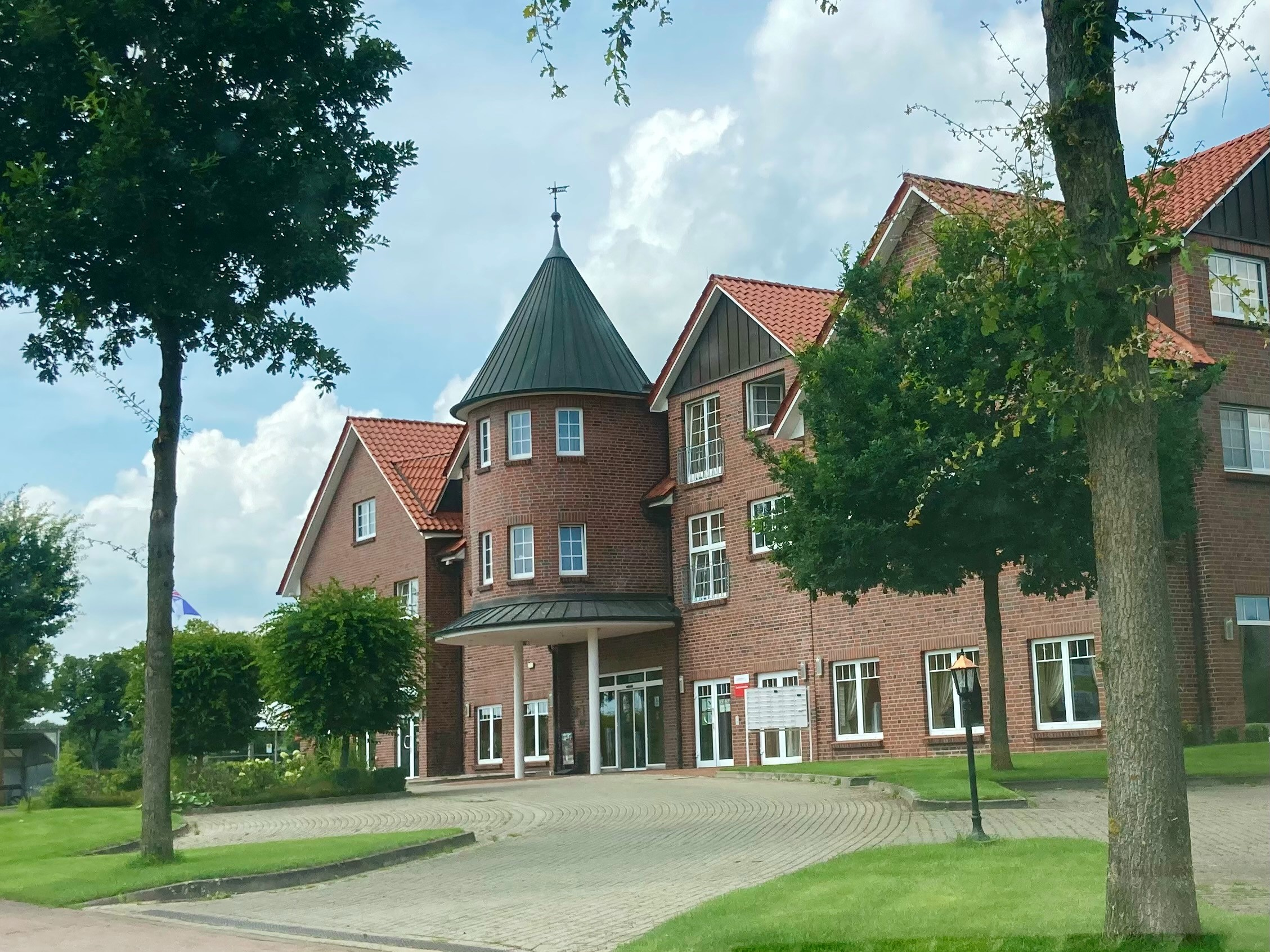
Restaurant und Studentenwohnheim in Suderburg
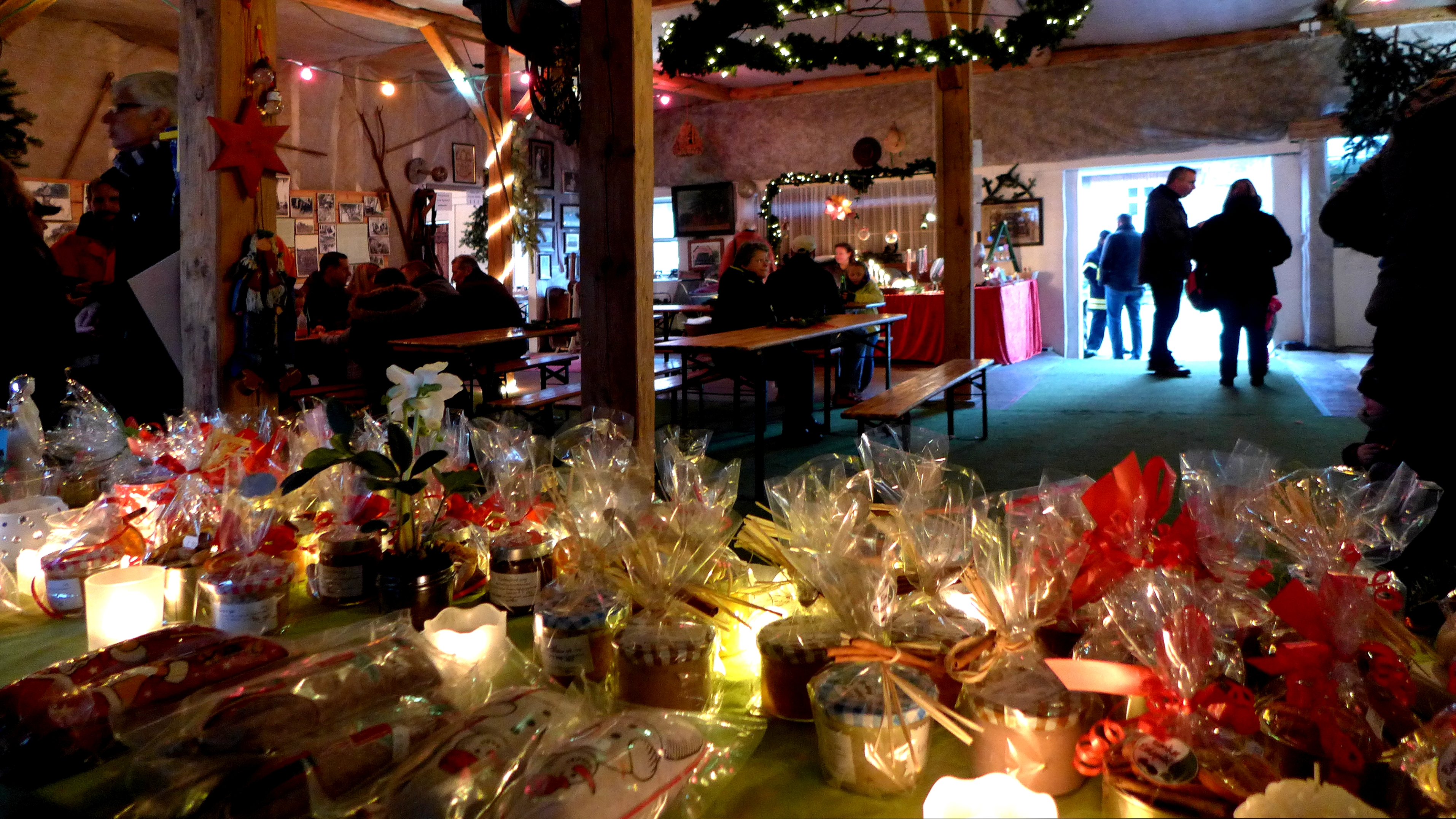
Weihnachtsmarkt im Ortsteil Wichtenbeck

## Wirtschaft und Infrastruktur

### Wirtschaft

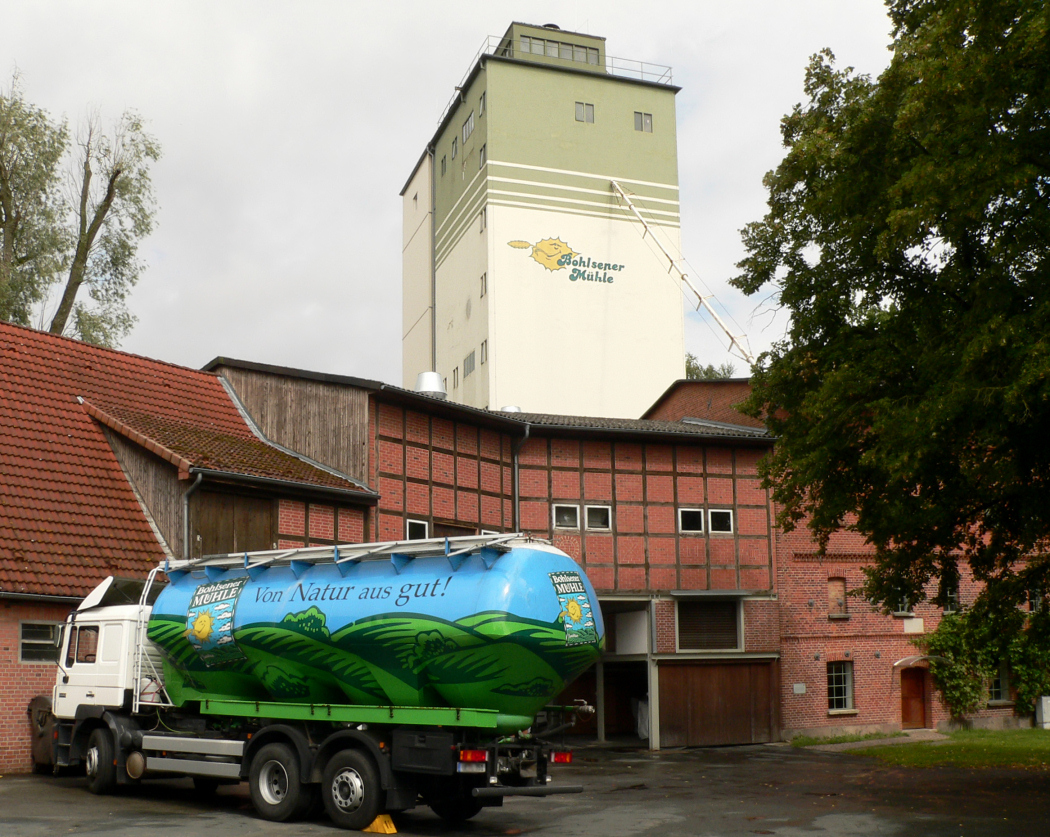
Die Bohlsener Mühle

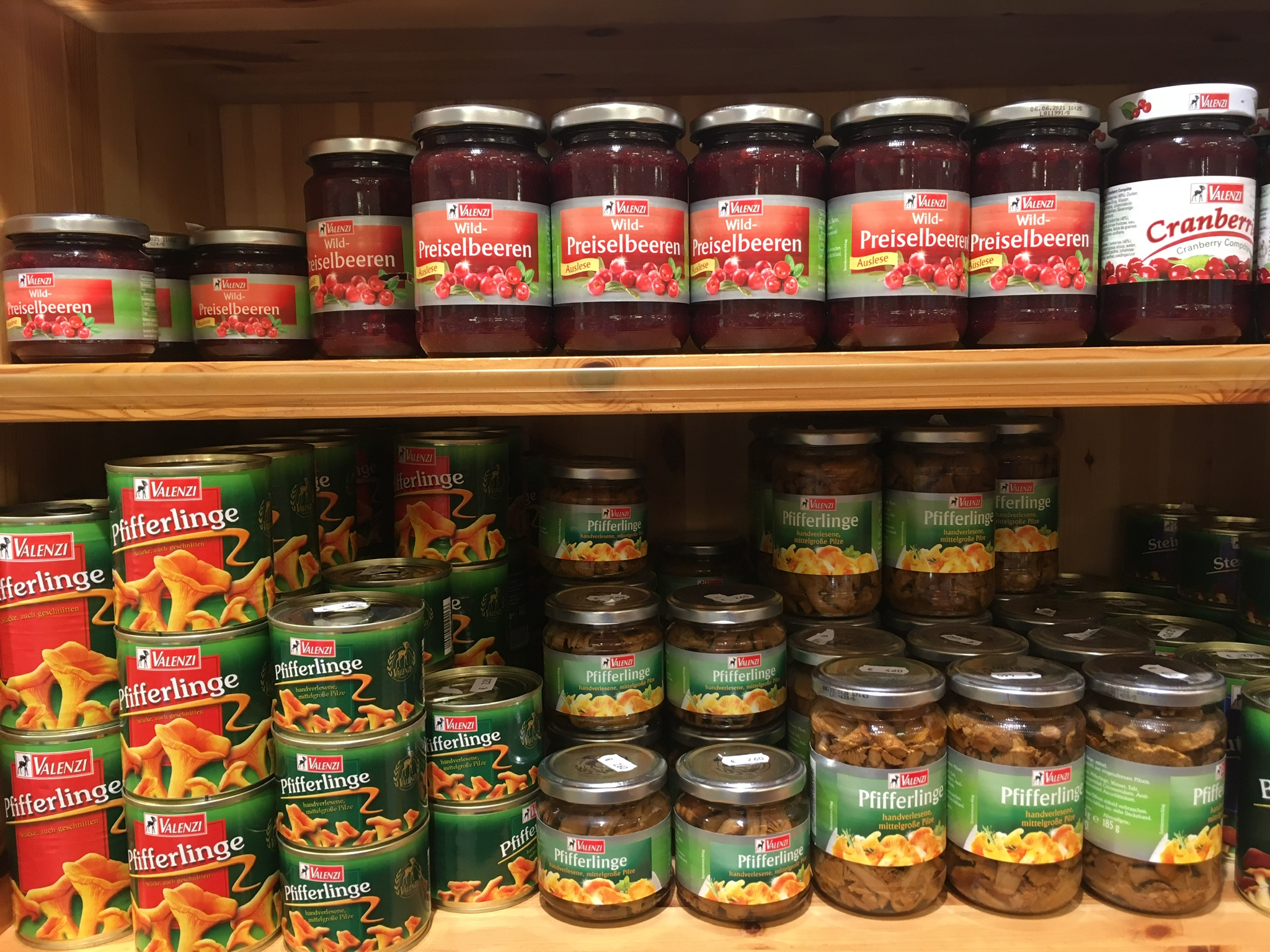
Teile des Sortiments der Firma Valenzi

- Das in Bohlsen ansässige Mühlen- und Backunternehmen Bohlsener Mühle ist ein Naturkosthersteller mit 280 Mitarbeitern (Stand: November 2021), der den Naturkosthandel überregional mit einem Sortiment von etwa 200 Fertigprodukten beliefert. Rohwaren werden auch an Weiterverarbeiter europaweit geliefert. Heute versorgen rund 200 ökologisch wirtschaftende Landwirte aus der Region die Mühle mit Getreide. Die Nutzung von erneuerbaren Energien wie Wasserkraft gehört zum Konzept des Unternehmens.[15] 2015 und 2023 erhielt die Bohlsener Mühle den Deutschen Nachhaltigkeitspreis als nachhaltigstes KMU.[16]
- Suderburg ist Standort der Valenzi GmbH & Co. KG. Das Unternehmen verarbeitet Wildpilze, Waldfrüchte und Suppeneinlagen und beschäftigt vor Ort über 100 Personen (Stand: November 2021).
- Die GEREP Maschinenbau GmbH mit über 80 Beschäftigten fertigt in Suderburg hydraulische Stoßdämpfer und gilt als Spezialist für die Vibrationsdämpfung.
- Das Unternehmen Schenk GmbH ist auf die Erstellung von Holzbau-Konstruktionen, Dacheindeckungen und energetische Gebäudesanierungen spezialisiert und beschäftigt über 20 Personen in Böddenstedt.
- Die Wildnissport GmbH betreibt einen europaweiten Versand- und Einzelhandel für Outdoor-Ausrüstung in Suderburg und beschäftigt rund 20 Personen.

### Medien
Die Zeitung ist eine unabhängige Monatszeitung mit amtlichen Mitteilungen, die seit Juni 1994 monatlich in der Samtgemeinde Suderburg mit einer Auflage von 4.500 Exemplaren verbreitet wird.

### Bildung

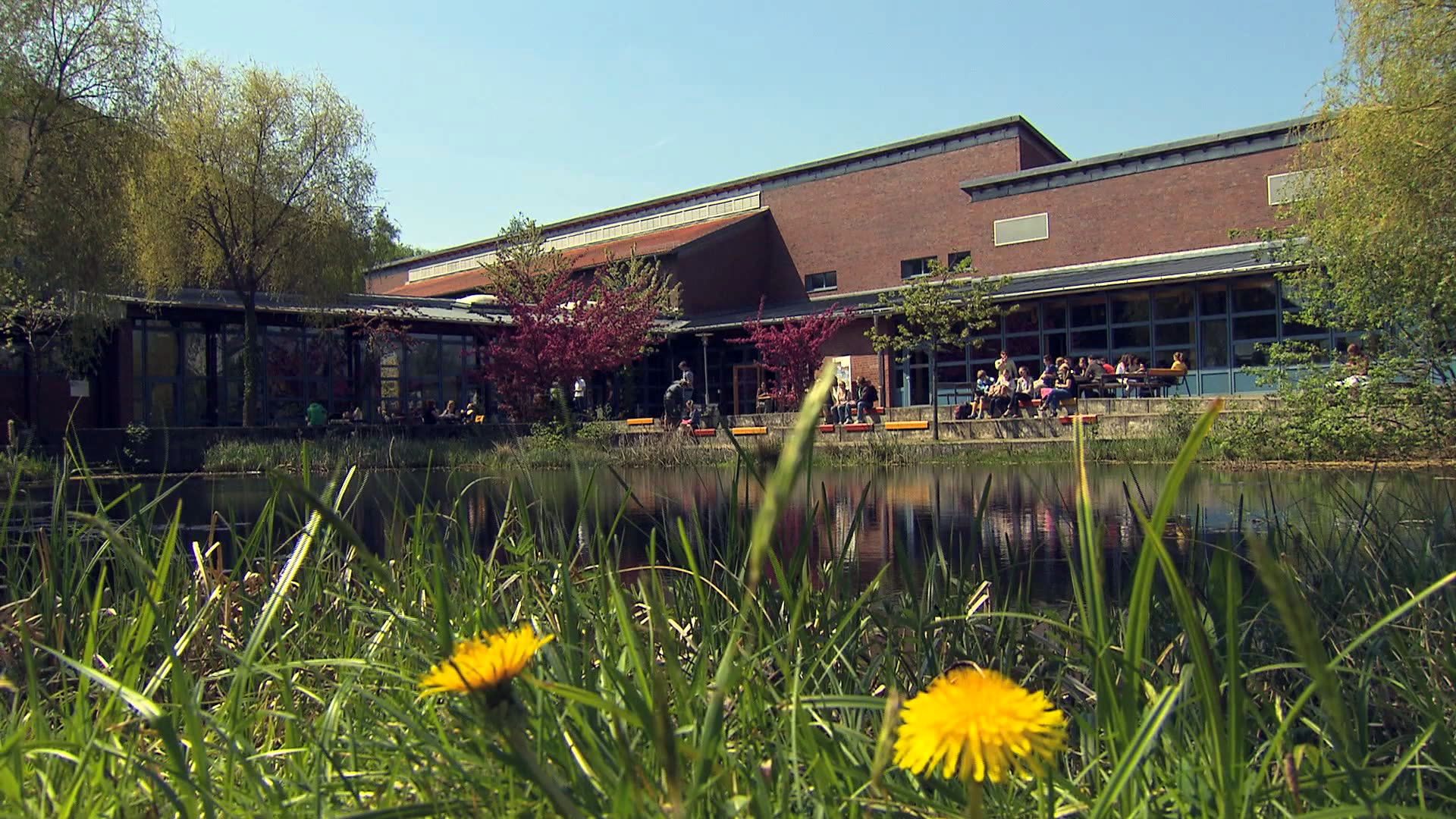
Campus der Ostfalia Hochschule für angewandte Wissenschaften in Suderburg

- Für die vorschulische Erziehung ist in jeder Mitgliedsgemeinde ein Kindergarten vorhanden.
- Grundschulen gibt es in Gerdau und Suderburg.
- Eine Oberschule ist in Suderburg angesiedelt.
- Weiterführende Schulen befinden sich in Uelzen.
- Für die musikalische Ausbildung wird eine Musikschule betrieben.
- Der Campus Suderburg der Ostfalia Hochschule für angewandte Wissenschaften zählt rund 1500 Studierende an den Fakultäten Bau-Wasser-Boden sowie Handel und Soziale Arbeit.

## Verkehr

### Schienenverkehr

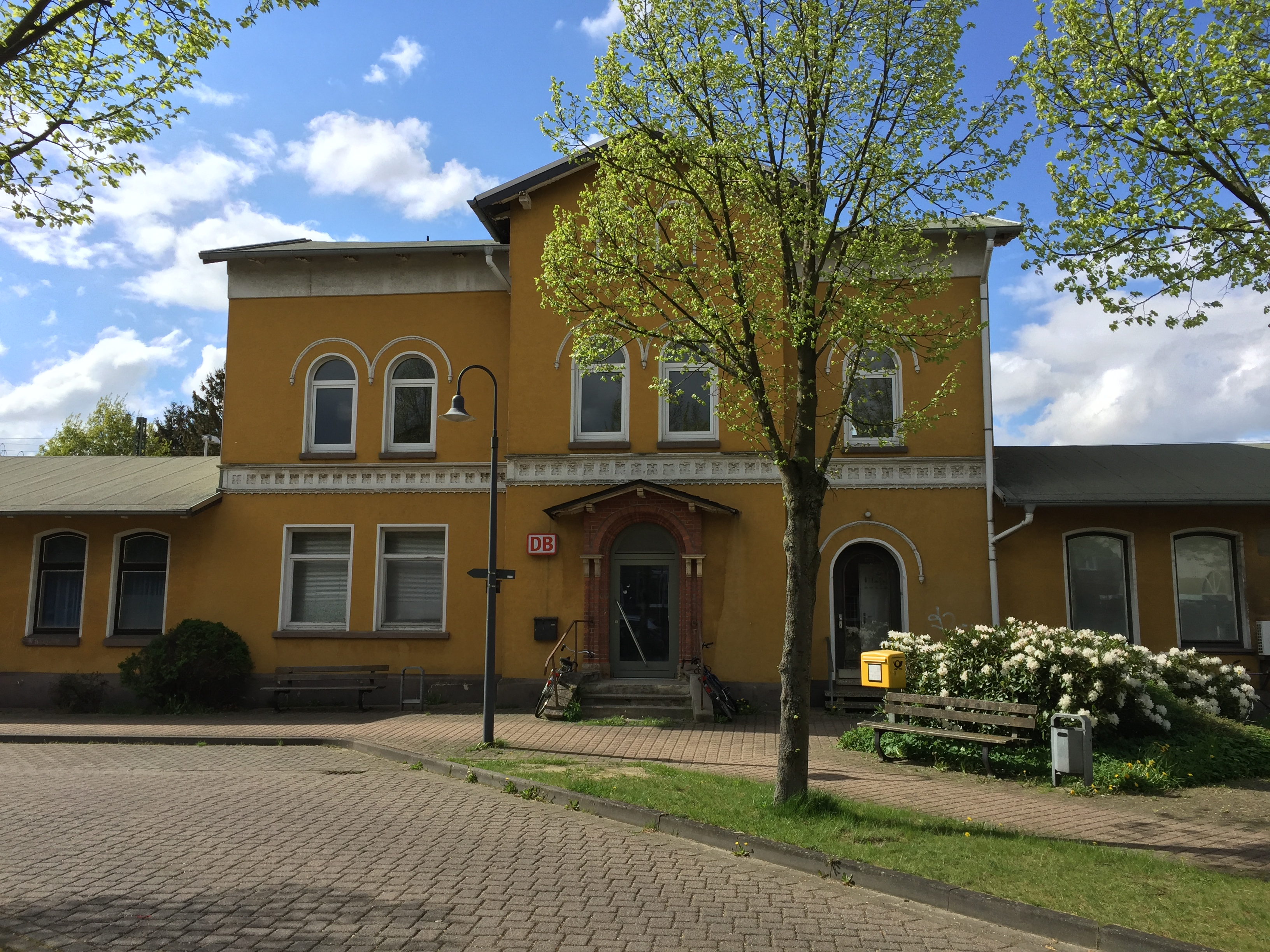
Bahnhofsgebäude in Suderburg (von 1850)

Flugplatzfest auf dem Flugplatz Uelzen am Ortsteil Barnsen

Suderburg liegt an der Bahnstrecke Hannover–Hamburg und wird von der metronom Eisenbahngesellschaft im Stundentakt mit Hannover und Uelzen verbunden (Hannover ist in etwa 50 Minuten zu erreichen und Celle in 20–30 Minuten).

### Luftverkehr
Östlich der Ortschaft Barnsen ist der Flugplatz Uelzen angesiedelt. Der Platz verfügt über eine 800 Meter lange Asphaltbahn und wird neben der privaten Sportfliegerei auch von Geschäftsfliegern genutzt.